# かざま鋭二
かざま 鋭二（かざま えいじ、本名：近藤 秀樹〈こんどう ひでき〉、1947年6月10日 - 2022年10月2日）は、日本の漫画家。東京都出身。

## 来歴
佐藤まさあきのアシスタントを務め、1966年に『その名はゼロ』（佐藤プロ）で貸本漫画家デビュー。
川崎のぼるのアシスタントを経て、1969年に『少年キング』掲載の「栄光への5000キロ」で一般漫画誌デビューする。
ゴルフを題材にした漫画を執筆し、1993年には『風の大地』で、第39回小学館漫画賞青年一般部門を受賞。
2022年10月2日に膵臓がんのため死去したことが、同月4日に小学館によって公表された。75歳没。

## 作品リスト
- 太陽の恋人（1971年、原作：梶原一騎、『週刊少年チャンピオン』、秋田書店、全4巻）※朝日の恋人→太陽の恋人→夕日の恋人と改題
- スパイ反逆児ライセンス ライセンス0（1972年、立風書房、全1巻）
- おれの甲子園（1973年、原作：神保史郎、少年画報社、ヒットコミックス、既刊3巻）※後に永岡書店より完結版が出版、全11巻
- ザ･トライデント（1973-1974年、『小学六年生』10-1月号連載、小学館）[3][4][5][6]
- 純愛物語（1975年、原作：神保史郎、日本文芸社、ゴラクコミックス、全1巻）
- 野球魂（1975年、原作：佐々木守、双葉社、全2巻）
- 海商王（1975年、原作：雁屋哲、講談社、全4巻）
- 朝焼けの祈り（1977年、原作：梶原一騎、学習研究社、全2巻）
- 青春山脈（1977年、原作：梶原一騎、講談社、全12巻）
- デッドヒート（1978年、作：牧野和夫、立風書房、全2巻）
- 我ら九人の甲子園（1980年、原作：高橋三千綱、双葉社、全13巻）
- さらばサザンクロス（1980年、原作：梶原一騎、『週刊読売』）※単行本未収緑
- あいつと俺（1982年、月刊ベストバイク、講談社、全1巻）
- セニョール・パ（1982年、原作：高橋三千綱、双葉社、全6巻）
- 九番目の男（1984年、原作：高橋三千綱、双葉社、全8巻）
- Dr.タイフーン（1986年、原作：高橋三千綱、双葉社、全25巻）
  - Dr.タイフーンJR（1991年、原作：高橋三千綱、双葉社、全11巻）
  - 元祖Dr.タイフーン（1997年、原作：高橋三千綱、双葉社、全16巻）
- 風の大地（1991年 - 2022年[7]、原作：坂田信弘、『ビッグコミックオリジナル』、小学館、既刊84巻）
  - 風の大地 全英オープン編（ビッグコミックススペシャル、全5巻）全英オープン編のみ再収録。カラーイラストも収録。
- Bird（1994年、双葉社、全8巻）
- 大樹の道（1996年、小学館、全5巻）
- でんでん虫（1998年、原作：坂田信弘、小学館、全6巻）
- ビ・アンビシャス（1999年、原作：堀井ひろし、文藝春秋、全1巻）
- ひかりの空（2001年、原作：坂田信弘、『週刊ヤングサンデー』連載、小学館、全29巻）
- AGAINST嵐（2005年、原作：堀井ひろし、漫画アクション、双葉社、全4巻）
- 陽炎の辻 〜居眠り磐音 江戸双紙〜（2009年、原作：佐伯泰英、『A-ZERO』 - No.12[8]→『漫画アクション』2009年15号[9] - 連載、双葉社、全11巻）
- 親玉'S マスターズ（2011年、『週刊漫画ゴラク』2011年7月22日号[10] - 連載、日本文芸社、全9巻）
- Last Tap（2013年 - 、『ボギー』創刊号[11] - 2016年5月号連載）
- 霧島嵐児（2014年、『漫画ゴラク』2013年12月6日号[12] - 連載、日本文芸社、全3巻）
- 刃傷（2015年、原作：池波正太郎、『コミック乱ツインズ』6月号[13]、リイド社） - 読み切り
- 大地の子みやり（原作：坂田信弘、『ビッグコミックオリジナル増刊号』[14]連載、全2巻）
  - 大地の子ゆう（原作：坂田信弘、、『ビッグコミックオリジナル増刊号』連載、全2巻）
  - 大地の子すみれ（原作：坂田信弘、『ビッグコミックオリジナル増刊号』2020年5月号[15] - 2022年5月号連載[16]、全2巻）
- 球追う日日（原作：十升八九、『週刊大衆』[17]連載、双葉社、既刊3巻（電子版では既刊5巻））

## 出演
- 第12回「西原理恵子の人生画力対決」（2010年9月15日、新宿ロフトプラスワン開催[18]）
- 『週刊漫画ゴラク』創刊50周年記念オールナイトイベント「大ゴラク50年LIVE!!!!!!男たちの劇画祭」（2014年8月2日、新宿ロフトプラスワン開催[19]）

## 師匠
- 佐藤まさあき
- 川崎のぼる

## アシスタント
- 渡辺みちお
- 福本伸行[1]
- 樹本ふみきよ
- 堀井ひろし